# WS011SH

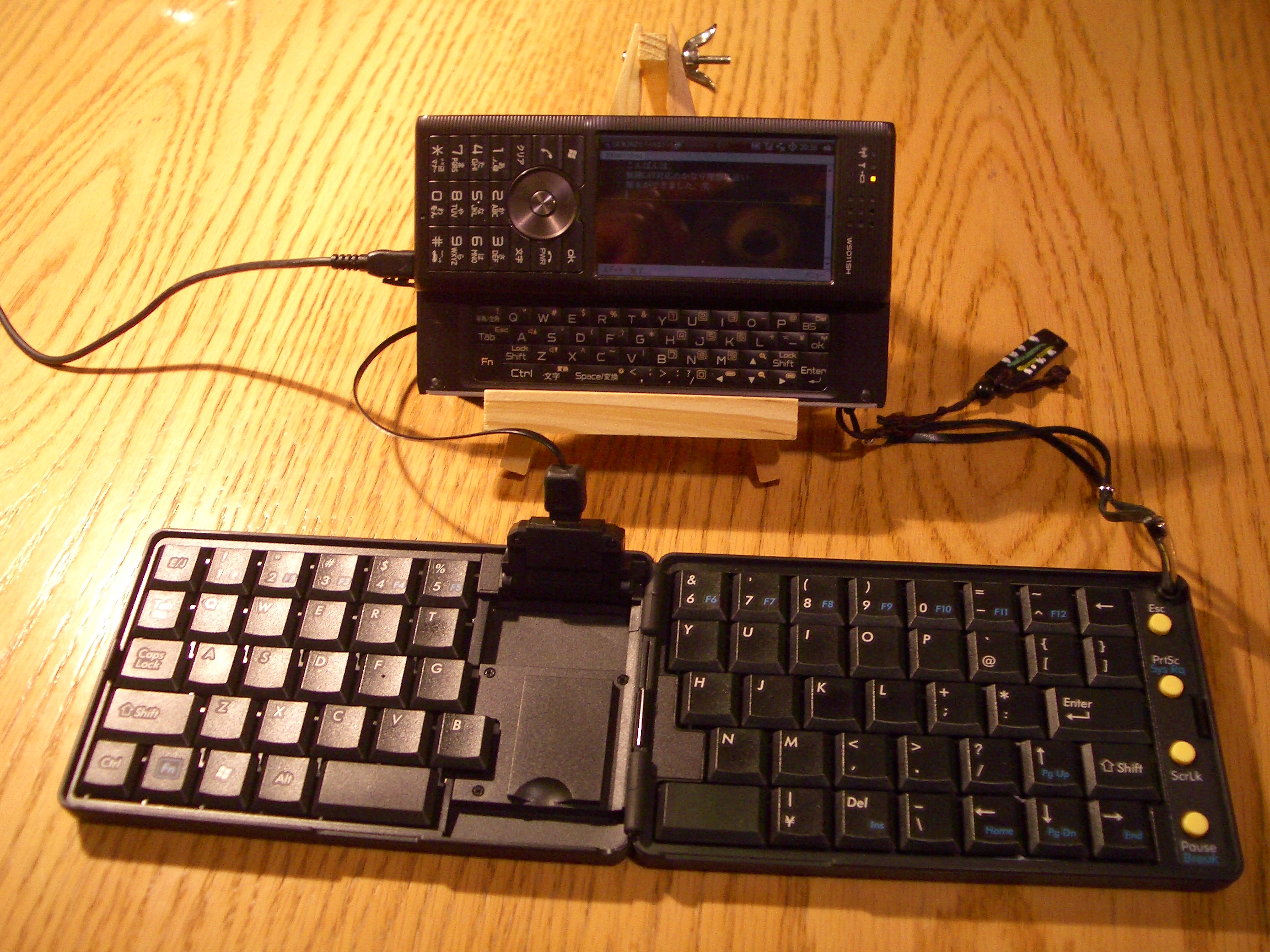

WS011SHはシャープが開発し、ウィルコム向けに供給される携帯情報端末（スマートフォン）、PHS。通称Advanced／W-ZERO3 [es]（アドバンスド・ダブリュ・ゼロスリー・エス）、略称「アドエス」。

## 概要
2007年4月に開催されたWILLCOM FORUM & EXPO 2007で予告されたほか、x-w.jpでもティザー広告としてスペックや外観の一部が公開され、2007年6月7日に詳細が発表された。
W-ZERO3シリーズのひとつであるW-ZERO3 [es]（WS007SH）の後継機とされ、横幅は50mm、厚みは最薄部で17.9mmとWS007SHより小型化されている。スライドキーボード搭載。スタイラスを収納するスペースは無く、ストラップを用いて取り付ける仕組みになる。
また、ジョグダイヤルのような機能を内蔵した方向キー、Xcrawl（エクスクロール）が搭載されており、表面をなぞるとスクロールホイールのような使い方ができるようになっている。iPodのようなタッチパッドではなく、方向キーの下にボタンのようなセンサーがあり、それで判別する。そのため、手袋のように電気を通さないものでなぞっても使用できる。感度は調整可能。
無線LAN（IEEE 802.11g/b）を標準搭載するほか、赤外線通信の高速通信規格であるIrSimpleに対応した。その他、CPUのクロックアップやメモリの増量化、高解像度化（800×480）が図られている。

## 沿革
- 2007年4月12日 - WILLCOM FORUM & EXPO 2007にてWindows Mobile 6を搭載したW-ZERO3シリーズの後継機種として予告される。
- 2007年6月7日 - 発表。
- 2007年6月29日 - 予約開始。
- 2007年7月19日 - 発売。
- 2007年9月5日 - 新色としてブラウニーブラック発売。
- 2007年11月5日 - 「アカデミック・パック」発売。中学生以上の学生や、教育関係の人や学校法人が特別価格で購入できる。購入には身分証明書が必須。
また、スマートフォンを初めて使用する人のために「Quick Menu for Academic（クイックメニュー）」という専用ランチャーソフトが記録された読み取り専用のmicroSDが同梱された。後に、アカデミック・パックでないWS011SHユーザーのために「Quick Menu for Academic」はweb上で一般配布された。
- 2008年3月19日 - 新色としてピーチブロッサム発売。1000台限定。